# Агульяс (котловина)
Агу́льяс, также котловина Мы́са Иго́льного (англ. Agulhas Basin) — подводная котловина на границе Атлантического и Индийского океана. На севере границей котловины служит материковый склон Южной Африки, на юге — Африканско-Антарктический хребет.
Дно котловины в её северной части достаточно ровное (при глубинах 5000—5200 м), в южной — имеются перепады (от 4000—5000 м до 6000 м). В северо-восточной части находится возвышенность Агульяс, средние глубины которой достигают 2500 м, причём отдельные вершины поднимаются до глубины 2000 м.
Грунты дна — красные глубоководные глины, в северной части и на плато Агульяс — фораминиферовые илы.